# Leonhard Christoph Sturm
Leonhard Christoph Sturm (1669-1719) fue un arquitecto y escritor de Alemania.

## Biografía
Leonhard fue un arquitecto nacido en Altdorf en 1669; hijo de J.C. Sturm (1635-1703) restaurador de las ciencias físicas en Alemania y consagrado al ministerio evangélico, autor de Collegium experimentable,..., Nuremberg, 1676-85, 2 v., Philosophia eclectica, Nuremberg, 1686 y Physica eclectica, Nuremberg, 1697-1722, 2 v. in-4º.
Leonhard estudia en la academia de Leipzig y profesa las matemáticas en Wolfenbuttel nombrado por el duque de Brunswick, después en la Academia de Fráncfort-sur, y el duque de Mecklenbourg le confia con el título de consejero la intendencia general de sus construcciones.
Leonhard murió en Gustrow en 1719 a la edad de 50 años y dejó escritas obras en  alemán que le otorgaron una gran reputación en su patria, como un paralelo de las fortificaciones de Vauban, del ingeniero alemán quien fortificó de la mayoría de las plazas fuertes de Holanda Memnon Cohorn (1641-1704) y Georg Rimpler (1636-1683), y un compendio de arquitectura civil y militar tratando la ornamentación, decoración, las colonias, el arco de triunfo, edificios públicos, templos, gimnasios, tumbas, cenotafios, construcciones hidráulicas, canales, puentes, esclusas, molinos, etc., entre otras obras.
Leonhard aparece en la obra de un arquitecto de Francia Charles Aviler (1653-1701) Ausfurliche Anleitung..., Augspurg, 1759 y en una introducción de la arquitectura civil de Nicolaus Goldmann (1611-1665) Vollstandigue Anweisung..., Baden-Baden, 1962.

## Obras
- Vollstandigue Muhlen-Baukunst, Hannover, 1991.
- Der wahr Vauban,..., Nurberg, 1737.
- Redlicher Auszug...., Zweite, 1734.
- Project de la resolution du fameux probleme touchant la longitude sur mer, Nuremberg, 1720.
- Prodomus architecturae Goldmannianae..., Augspurg, 1714.
- Geographia mathematica,.., Francfurt and der Oder, 1705.
- Matheseos ad politicam...., Francofurti ad Viadrum, 1703.
- Sciagraphia Templi Hierosolymitani..., Lipsiae, 1694.
- Otras.